# Jean Daive
 (juin 2021).
Si vous disposez d'ouvrages ou d'articles de référence ou si vous connaissez des sites web de qualité traitant du thème abordé ici, merci de compléter l'article en donnant les références utiles à sa vérifiabilité et en les liant à la section « Notes et références ».
Jean Daive (nom de plume de Jean de Schrynmakers) est un écrivain français, né le 13 mai 1941 à Bon-Secours en Wallonie (Belgique), auteur de plusieurs recueils de poésie et de quelques romans.

## Biographie
Après avoir été encyclopédiste dix-sept années durant, Jean Daive a élaboré diverses émissions radiophoniques sur France Culture de 1975 à 2009. Il a participé aux Nuits magnétiques et a produit Peinture fraîche durant une décennie.
Il a créé les revues Fragment en 1969, fig. (sans majuscule) aux éditions Fourbis, en 1989 et Fin chez Pierre Brullé, en 1999. Il dirige actuellement la revue K.O.S.H.K.O.N.O.N.G. fondée en 2012 par Éric Pesty Éditeur.
Il a présidé jusqu'en 2020 le Centre international de poésie Marseille (« cipM »).
Jean Daive a été lauréat du Prix de l’ensemble de l’œuvre sonore de la Scam 2022.

## Œuvres

### Poésie
- Décimale Blanche, Mercure de France, 1967
- Fut Bâti, Gallimard, 1973
- L'Absolu Reptilien, illustrations de François Deck, Orange Export Ltd, 1975
- N, M, U, Orange Export Ltd, 1975
- Le Cri-cerveau, Gallimard, 1977
- Narration d'équilibre, Hachette, 1982
  - 1 : Antériorité du scandale
  - 2 : « Sllt »
  - 3 : Vingt-quatre images seconde
- Un transitif, Spectres familiers, 1984
- Narration d'équilibre, P.O.L
  - 4 : W, 1985
  - 5 : America domino, 1987
  - 6 : Alphabet ; 7 : Une Leçon de musique ; 8 : Grammaire ; 9 : Suivez l'enfant, 1990
- Trilogie du temps, P.O.L
  - 1 : Objet bougé, 1999
  - 2 : Le Retour passeur, 2000
  - 3 : Les Axes de la terre, 2001
- Une Femme de quelques vies, Flammarion, 2009 — Prix Paul-Verlaine 2010 de l’Académie française
- Onde générale, Flammarion, 2011
- Crocus, Flammarion, 2018
- Monoritmican, Flammarion, 2022
- Tour de ficelle, Flammarion, 2025

### Récits, romans
- Le Jeu des séries scéniques, Flammarion, 1975
- 1, 2, de la série non aperçue, Flammarion, 1975
- La Condition d'infini, P.O.L
  - 1 : Un Trouble, 1995
  - 2 : Le Jardin d'hiver ; 3 : La Maison des blocs tombés ; 4 : Le Mur d'or, 1995
  - 5 : Sous la coupole, 1996
- L'Autoportrait aux dormeuses, P.O.L, 2000
- Le Grand Incendie de l'Homme, Seuil, 2007

### Autres textes
- Imaginary Who pour B.N. et 12 postes de radio, gravures de Joerg Ortner, Reims, Éditions Givre, 1977
- Tapiès répliquer, Maeght, 1981
- Si la neige devenait plus blanche, avec Jean-Michel Alberola, Avec/Royaumont, 1985
- Propositions d'été induites par des énoncés d'hiver, Fourbis, 1989
- L'énonciateur des extrêmes, Nous, 2012
- La Troisième, Paris, Éditions des Crépuscules, 2019[2]
- Notes album, Paris, Éditions des Crépuscules, 2020
- Les Journées en Arlequin, Nous, 2020

#### Traductions
- Paul Celan, Strette & autres poèmes, Mercure de France, 1970
- Robert Creeley, La Fin, Gallimard, 1997
- Johannes Poethen, L'Espace d'un jeu, Verlag Ulrich Keicher, 1998

### Entretiens
- Ricardo Cavallo - Une méthode de déprogrammation, suivi d'un entretien avec Ricardo Cavallo, éditions de la galerie Pierre Brullé, 2013
- Anne-Marie Albiach, L'Exact Réel, Éric Pesty éditeur, 2006